# Guéréda
Guéréda (en àrab غيريدا, Ḡīrīdā) és una ciutat de la regió de Wadi Fira, al Txad. Es troba 165 km al nord-est d'Abéché. Està situat al voltant d'aquestes coordenades; 14° 30′ 30″ N, 22° 5′ 13″ E / 14.50833°N,22.08694°E. La ciutat es comunica amb l'exterior per l'aeroport de Guéréda.
Guéréda va ser escenari dels combats entre l'exèrcit del Txad i l'Agrupació de Forces Democràtiques (RAFD) a principis de desembre de 2006. El dia 1 de desembre, una ofensiva rebel es va saldar amb la mort d'onze persones i 82 van resultar ferides en els combats. Els combats es duen a terme en una ciutat on hi ha tres camps de refugiats; una a la ciutat i les altres a Mile i Kounoungou, administrats per l'ACNUR, on es troben 30.000 refugiats sudanesos pel conflicte de Darfur. Aquests combats han obligat als voluntaris. Si bé al llarg d'aquests combats, l'ACNUR ja ha anat evacuant el seu personal de la ciutat, després de diversos atacs contra ells i altres organitzacions humanitàries a principis del gener de 2008, han obligat a evacuar tot el personal no essencial